# エリザベス・バックマン
エリザベス・バックマン（Elisabeth "Wiz" Bachman、現姓: バックマン＝マッカーチョン、1978年11月7日 - ）は、アメリカ合衆国の元女子バレーボール選手。元アメリカ合衆国代表。

## 来歴
ミネソタ州ミネアポリス出身。レイクビル高校から、UCLAに進む。
1996年にブルーインズでバレーボールキャリアをスタートしたが、際だった実績はあげていない。しかし2000年5月にオハイオ州コロンバスで開催されたU.S.オープン・トーナメントに、ウェストウッド・バレーボールクラブのメンバーとして出場し、優秀選手（All-Tournament）に選出された。翌2001年3月にナショナルチームに初招集された。同年の合衆国代表は、モントルーバレーマスターズ、ワールドグランプリ、NORCECA選手権を破竹の勢いで連破していった。
バックマンは、2002年にミネソタ・チリに入団してプロバレーボーラーとなり、同年のUS選手権で優勝を飾った。同年、ドイツで開催された世界選手権では準優勝に輝いた。以後の2年間は、集中してナショナルチームに身を捧げ、輝かしい戦績を残した。すなわち2003年のパンアメリカンカップ優勝およびベストブロッカー選出、パンアメリカン競技大会
での銅メダル獲得、NORCECA選手権優勝、2003年のワールドカップ銅メダル獲得などである。
2004-05シーズンに、バックマンは初めて国外でプレーすることを選択し、イタリアセリエA2のアルツァーノに入団し、同チームをセリエA1昇格に導いた。2005年秋のグランドチャンピオンズカップ（銀メダル）を最後にナショナルチームから退いた。
2007年1月、Vプレミアリーグのパイオニアに加入予定であったバウティスタ・ユデルキスが骨折により出場不可能となったことに伴い、吉田敏明（前アメリカ合衆国女子代表監督）はバックマンを招き、2006-07シーズンの13試合でプレーした。

## 私生活
バックマンは、ヒュー・マッカーチョン（元アメリカ合衆国男女監督、現ミネソタ大学女子チーム監督）と結婚している。
バックマンの両親は、2008年8月にオリンピック観戦と観光で訪れていた北京で、暴漢に襲われた。実父は死亡し、実母も瀕死の重傷を負った。詳細は2008年北京鼓楼刺傷事件を参照のこと。

## 所属クラブ
- UCLAブルーインズ（1996-1999年）
- ウェストウッド・バレーボールクラブ（2000年）
- ミネソタ・チリ（2002年）
- アルツァーノ（2004-2005年）
- パイオニア （2007年）

## 球歴
- 代表歴 - 2001-2005年
- 世界三大大会出場歴
  - オリンピック - 2004年（5位）
  - 世界選手権 - 2002年（銀メダル）
  - ワールドカップ - 2003年（銅メダル）
- その他国際大会出場歴
  - ワールドグランプリ - 2001年（金メダル）、2004年（銅メダル）
  - NORCECA選手権 - 2001年（金メダル）、2003年（金メダル）、2005年（金メダル）
  - モントルーバレーマスターズ - 2001年、2003年
  - パンアメリカンカップ - 2003年（金メダル）、2004年（銀メダル）

## 受賞歴
- 2003年 パンアメリカンカップ - ベストブロッカー
- 2004年 パンアメリカンカップ - ベストブロッカー